# Leonhard Päminger
Leonhard Päminger   (Aschach an der Donau, 29 de març de 1495 (Gregorià) - Passau, 3 de maig de 1567 (Gregorià)) va ser un teòric i compositor luterà nascut a l'alta Àustria, o Baviera catòlica.
Va fer els estudis en el convent de Sant Nicolau, de la ciutat de Passau, i els completà a Viena, sent després nomenat rector de l'escola i secretari del mateix convent.
Va compondre nombrosos motets a moltes veus, alguns dels quals es publicaren en les antologies de l'època, sent més tard reunits en quatre volums amb el títol de Ecclesiasticarum cantionum 4, 5, 6 et plurium vocum (Nuremberg, 1573/80).